# Paul Bertrand (décorateur)
Pour les articles homonymes, voir Paul Bertrand et Bertrand.
Paul François Bertrand est un chef décorateur français, né le 4 avril 1915 à Chalon-sur-Saône (Saône-et-Loire), mort le 19 avril 1994  à Saint-Tropez (Var).

## Filmographie
- 1941 : Vénus aveugle
- 1941 : Parade en sept nuits
- 1942 : Soyez les bienvenus
- 1942 : L'Arlésienne
- 1942 : La Belle Aventure, de Marc Allégret
- 1943 : Les Deux Timides
- 1944 : Les Petites du quai aux fleurs
- 1945 : Félicie Nanteuil
- 1945 : L'Extravagante Mission
- 1946 : Lunegarde
- 1946 : Jéricho
- 1946 : Messieurs Ludovic de Jean-Paul Le Chanois
- 1947 : Les Maudits
- 1948 : Le Mystère Barton
- 1948 : Les Frères Bouquinquant
- 1949 : Le Point du jour
- 1950 : Le Traqué (Gunman in the Streets)
- 1950 : Le Grand Rendez-vous
- 1951 : Rue des Saussaies
- 1952 : Jeux interdits
- 1953 : Les amours finissent à l'aube
- 1953 : Thérèse Raquin
- 1954 : L'Air de Paris
- 1955 : Nagana
- 1955 : Frou-Frou
- 1955 : Sophie et le Crime
- 1956 : Gervaise
- 1956 : Crime et Châtiment
- 1958 : Une vie
- 1958 : Les Tricheurs
- 1960 : Plein Soleil
- 1960 : Terrain vague